# Clusia vaginata
Clusia vaginata är en tvåhjärtbladig växtart som beskrevs av José Cuatrecasas. Clusia vaginata ingår i släktet Clusia och familjen Clusiaceae. Inga underarter finns listade i Catalogue of Life.